# Contea di Craig (Virginia)
La contea di Craig (in inglese Craig County) è una contea dello Stato della Virginia, negli Stati Uniti. La popolazione al censimento del 2000 era di 5 091 abitanti. Il capoluogo di contea è New Castle.